# Maurilândia do Tocantins
Maurilândia do Tocantins este un oraș în Tocantins (TO), Brazilia.